# Nadine Capellmann
Nadine Capellmann (Würselen, 9 luglio 1965) è una cavallerizza tedesca.
Ha vinto due medaglie d'oro olimpiche nel dressage a squadre, sia ad Sydney 2000 che a Pechino 2008.

## Palmarès
- Giochi olimpici

Sydney 2000: oro nel dressage a squadre.
Pechino 2008: oro nel dressage a squadre.